# Chiesa di San Michele (Ponzano)
La chiesa di San Michele si trova ai margini dell'abitato di Ponzano, nel comune di Barberino Val d'Elsa, in provincia di Firenze, diocesi della medesima città.
La chiesa si trova oggi all'interno di una proprietà privata e pertanto non è visitabile.

## Storia
Non si sono conservati documenti che ne attestino la sua probabile origine altomedievale anche se la località Ponçano appare citata nell'atto di donazione in favore della badia di Marturi fatto dal marchese Ugo II di Toscana nel 998.
La prima testimonianza certa la si trova in un documento dell'11 giugno 1240 quando un suo parrocchiano, tale Aldobrando, venne chiamato a pagare un debito che aveva contratto col pievano di San Jerusalem. Nel 1286 risulta assente al Sinodo fiorentino il rettore della chiesa prete Porcello e in un atto notarile rogato il 10 aprile 1326 si afferma che la chiesa era sottoposta alle dirette dipendenze del pievano di Sant'Appiano Lippo. Nelle Rationes Decimarum (elenchi delle decime) relative ai secoli XIII e XIV ricorre una "Ecclesia S. Micchaelis de Poncano".
Nel 1530 risulta annessa alla vicina chiesa di San Filippo e nel 1551 la parrocchia di San Michele contava solo 42 abitanti.

## Descrizione
Per gli elementi attualmente visibili si è collocata la prima edificazione della chiesa di San Michele a Ponzano al primo decennio del XII secolo.
La chiesa mostra alcuni elementi interessanti che la distinguono dalle altre del piviere di Sant'Appiano. La chiesa presenta un'abside di notevole ampiezza rispetto alla larghezza dell'edificio, inoltre il volume semicilindrico è aperto da una monofora a doppio sguancio di dimensioni ridotte. Nella fiancata nord vi è una piccolissima porticina dotata di un archivolto in più pezzi. Nella facciata vi sono alcune aperture e tutte mostrano vari rimaneggiamenti fatti mendiante l'uso del cotto, in special modo sono alterate la lunetta e l'architrave del portale.
Molto interessante è il paramento murario esterno che si presenta non uniforme. Nella fiancata meridionale e su parte della facciata il paramento è fatto con bozze di arenaria di dimensioni più piccole rispetto alle altre chiese dei dintorni e disposte su corsi abbastanza regolari mentre il paramento esterno dell'abside presenta una composizione molto irregolare composta da bozze di arenaria miste a pietra di cava e pezzi alberese.